# Eagle Medallion

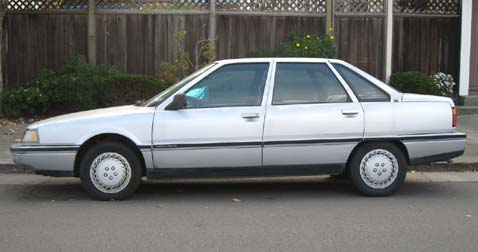
Seitenansicht

Der Eagle Medallion, auch Renault Medallion genannt, war eine Version des Renaults 21. Beide Schwestermodelle wurden auf der gleichen Bodengruppe erstellt. Der Medallion unterschied sich vom Renault 21 vor allem in Ausstattung und Motorenpalette sowie dem Frontbereich.

## Ursprung
Der Medallion wurde von Renault in Frankreich entwickelt und vom Kooperationspartner American Motors Corporation ab Frühjahr 1987 in die USA importiert.
Ursprünglich sollte das Modell den schwer verkäuflichen Renault 18i/Sportwagon und den bereits eingestellten AMC Concord ersetzen. Er trug das Renault-Logo, bis Chrysler die American Motors Corporation im August 1987 übernahm und ihn unter der neuen Marke Eagle verkaufte.

## Design
Der Medallion hatte den 2,2-Liter-Reihenvierzylindermotor des Renault 25. Er war in der damals bei Renault üblichen Art vorne längs eingebaut und trieb die Vorderräder an. Der Wagen war mit einem manuellen 5-Gang-Getriebe oder einer 3-stufigen Automatik ausgestattet. Der Längseinbau des Motors war unüblich – und etwas altmodisch – zu einer Zeit, als die meisten Fahrzeuge mit Frontantrieb platzsparend quer eingebaute Motoren hatten.
Der Grund für dieses Konstruktionsprinzip war die Tatsache, dass sich das Drehmoment der größeren Renault-Motoren (über 2,0 Liter Hubraum) als zu groß für die üblicherweise beim Renault 21 eingesetzten Getriebe erwiesen hatte. In Europa hatten alle Renault-21-Modelle mit Motoren unter zwei Liter Hubraum diese – wie die kleineren Modelle (z. B. der Renault 9) – quer eingebaut. Andererseits hatten die größeren Modelle, wie z. B. der Renault 20 oder der Renault 30, mit Motoren von zwei Liter Hubraum und mehr diese längs eingebaut. Die gleiche Auslegung besaß der Renault 25, dessen Motoren alle größer als zwei Liter waren.
Der Medallion hatte viel Platz zu bieten. Die Limousine war für ihren besonders großen Kofferraum bekannt. Der Kombi war außergewöhnlich, da er bei längerem Radstand als die Limousine optional eine dritte Sitzreihe hatte, bei der die Passagiere nach vorne blickten. Die Basisausstattung wurde DL genannt, die luxuriösere Ausstattungsversion LX.
Ab dem Modelljahr 1988 wurde der Medallion unter dem neu geschaffenen Markennamen Eagle verkauft. Der Import der Fahrzeuge aus Frankreich dauerte bis 1989.

## Verkaufszahlen
Obwohl die Marktaussichten anfangs recht gut waren, hatte der Medallion einen schlechten Start auf dem US-amerikanischen Markt, weil das AMC-Händlernetz dünn war und es immer wieder Gerüchte einer Übernahme der Firma durch Chrysler gab, die die Markteinführung des Medallion überschatteten. So verkaufte sich das Auto nie wirklich gut. Obwohl es ein wirklich solides Angebot in einem interessanten Marktsegment war, entschied sich Chrysler, den Import von Renault 1989 einzustellen.
Robert A. Lutz, zu dieser Zeit Chef der Chrysler Corporation, schrieb in seinem 2003 veröffentlichten Buch Guts, dass der Medallion und sein größeres Schwestermodell Premier „verkaufsresistent“ gewesen wären. Egal, wie attraktiv und wettbewerbsfähig diese Autos gewesen wären, es hätte sich keine ausreichend große Zahl von Kunden für das Modell interessiert, um eine wirtschaftliche Produktion durchzuführen.
Tatsächlich war es aber so, dass der importierte Medallion mit den US-Modellen der Chrysler Corporation unter den Markennamen Chrysler, Dodge und Plymouth konkurrierte, und daher der Enthusiasmus, den Medallion – und den Premier – richtig zu vermarkten, nicht allzu groß war.